# Evan Ratliff
Evan Ratliff är en skribent på Wired magazine och en av medförfattarna i Safe: The race to protect ourselves in a newly dangerous world. Hans artikel The Zombie Hunters: On the trail of cyberextortionists, skriven till tidningen The New Yorker, var med i The best of technology writing 2006.

 Ratliff utförde ett experiment som gick ut på att gå under jorden. Den som hittade honom skulle få ett pris på 5 000 dollar. Genom att kommunicera bland annat via bland annat Twitter, och grupper på Facebook samarbetade för att hitta honom. Till slut hittades han den 8 september 2009 i New Orleans, när han skulle beställa en glutenfri pizza. De som hittade honom visste att han var allergisk, och New Orleans hade bara en glutenfri pizzeria. Han deltog i Skavlan den 5 februari 2010.